# Надбудова (топологія)
У топології, надбудовою над топологічним простором X називається топологічний простір SX, що є фактором добутку {\displaystyle X\times [0,1]} по відношенню еквівалентності {\displaystyle (x,0)\sim (x',0),\quad (x,1)\sim (x',1)}:
{\displaystyle SX=(X\times [0,1])/\{\forall x_{1},x_{2}\in X\quad (x_{1},0)\sim (x_{2},0),\quad (x_{1},1)\sim (x_{2},1)\}}

Надбудова над колом. Початковий простір позначено синім кольором, верхню і нижню точки зеленим.

Надбудову можна уявляти як циліндр над простором X, у якому ототожнили в точку як верхню, так і нижню межу. Також можна розглядати надбудову як об'єднання двох конусів (верхнього і нижнього) над простором X, склеєних по спільній основі.

## Властивості
- Надбудова над простором X гомеоморфна джойну {\displaystyle X\star S^{0}} простору X і двоточкової множини («нульвимірної сфери») {\displaystyle S^{0}}.
- Будь-яке неперервне відображення {\displaystyle f:X\to Y} продовжується до неперервного відображення {\displaystyle Sf:SX\to SY} за правилом {\displaystyle Sf(x,t)=(f(x),t)}.
- Гомологія надбудови є тісно пов'язаною з гомологією вихідного простору, відрізняючись (за винятком нульвимірних просторів) фактично зміщенням на одну розмірність. А саме:

{\displaystyle \forall n\geq 1,~H_{n+1}(SX)=H_{n}(X),\quad H_{0}(X)=H_{1}(SX)\oplus \mathbb {Z} ,\quad H_{0}(SX)=\mathbb {Z} .}
Приведені гомології зміщуються рівно на одну розмірність:
{\displaystyle \forall n\geq 0,~{\tilde {H}}_{n+1}(SX)={\tilde {H}}_{n}(X),\quad {\tilde {H}}_{0}(SX)=0.}
- Якщо топологічний простір X є CW-комплексом, то SX теж є CW-комплексом.
- S є функтором із категорії топологічних просторів у себе.

## Редукована надбудова
Редукованою (або зведеною) надбудовою топологічного простору з виділеною точкою (X, x0) називається фактор-простір {\displaystyle X\times [0,1]} по відношенню еквівалентності
{\displaystyle (x,0)\sim (x',0)\sim (x'',1)\sim (x_{0},t)}, де {\displaystyle x,x',x''\in X} — довільні точки і {\displaystyle t\in [0,1]} — будь-яке число в інтервалі.
Редукована надбудова позначається ΣX і її можна уявити як простір SX у якому лінія {x0} × I , що сполучає верхню і нижню точки, стягується в одну точку.

### Властивості
- Редукована надбудова простору X  є гомеоморфною смеш-добутку простору X  і одиничного кола S1 :

{\displaystyle \Sigma X=S^{1}\wedge X}
більш загально:
{\displaystyle \Sigma ^{n}X=S^{n}\wedge X.}
Перший гомеоморфізм одержується із композиції відображень
{\displaystyle X\times [0,1]\xrightarrow {1\times e^{2\pi it}} X\times S^{1}\xrightarrow {p} X\wedge S^{1}},
де {\displaystyle e^{2\pi it}:[0,1]\to S^{1}} позначає стандартне відображення із одиничного відрізка на одиничне коло (що розглядається на комплексній площині), а {\displaystyle p} є проєкцією із добутку {\displaystyle X\times S^{1}} на фактор-простір {\displaystyle X\wedge S^{1}=(X\times S^{1})/(X\vee S^{1}).}
Ця композиція відображень переводить усі точки {\displaystyle (x,0),(x',1),(x_{0},t)} у виділену точку смеш-добутку, отже задає відображення на редукованій надбудові. Це відображення є гомеоморфізмом.
Загальний гомеоморфізм одержується індукцією із використанням гомеоморфізмів {\displaystyle S^{n}=S^{1}\wedge S^{n-1}} і асоціативності смеш-добутку, якщо лівий і середній із трьох множників є компактними і гаусдорфовими.
- Для багатьох важливих топологічних просторів, зокрема CW-комплексів, редукована надбудова є гомотопно еквівалентною звичайній.
- Σ є функтором з категорії топологічних просторів із виділеною точкою у себе. Він є спряженим зліва до функтора, що переводить топологічний простір X в його простір петель ΩX, тобто є природний ізоморфізм:

{\displaystyle {\text{Hom}}_{*}\left(\Sigma X,Y\right)\simeq {\text{Hom}}_{*}\left(X,\Omega Y\right).}